# اشتراومان
اشتراومان (انگلیسی: Straumann) شرکت تجهیزات پزشکی سوئیسی است، که در سال ۱۹۵۴ تأسیس شد.